# Greatest Hits (Will Smith)
Greatest Hits è il primo album di raccolta del rapper statunitense Will Smith, pubblicato il 26 novembre 2002.

## Tracce
1. Girls Ain't Nothing but Trouble (1988 Extended Remix) – 4:49
2. Parents Just Don't Understand (Single Edit) – 5:14
3. Nightmare On My Street (Single Version) – 4:58
4. The Fresh Prince of Bel-Air – 2:55
5. Summertime – 4:29
6. Just Cruisin' – 3:59
7. 1000 Kisses (feat. Jada) (Radio Edit) – 3:50
8. Men in Black (feat. Coko di SWV) – 3:47
9. Gettin' Jiggy Wit It – 3:48
10. Miami – 3:17
11. Freakin' It – 3:59
12. Will 2K (feat. K-Ci) – 3:54
13. Wild Wild West – 4:05
14. Nod Ya Head (The Remix) – 3:45
15. Just the Two of Us – 5:15